# 도시산업선교회
도시산업선교회는 한국의 산업화 과정에서 발생한 노동 문제, 도시빈민 문제를 해결하고, 노동자의 인권을 위해 활동한 기독교 단체로 지학순 주교가 회장을 맡은 '한국 교회 사회 선교연합회' 산하 '한국 도시 산업 선교 연합회'라고도 불리었다.  위원장은 정진동 목사이었으며, 인명진 목사가 서기 및 총무로 일했다.